# London Symphony Orchestra, Vol. 1
London Symphony Orchestra, Vol. 1 è un album di Frank Zappa, pubblicato nel 1983. Contiene le versioni della London Symphony Orchestra diretta da Kent Nagano di quattro brani di Zappa - Sad Jane, Pedro's Dowry, Envelopes e Mo 'n Herb's Vacation - dalle sessioni di registrazione del gennaio 1983.

## Tracce
1. Sad Jane – 10:05
2. Pedro's Dowry – 10:26
3. Envelopes – 4:11
4. Mo 'n Herb's Vacation, First Movement – 4:50
5. Mo 'n Herb's Vacation, Second Movement – 10:05
6. Mo 'n Herb's Vacation, Third Movement – 12:56